# Satellite Flight: The Journey to Mother Moon
Albums de Kid Cudi
Indicud
(2013) Speedin' Bullet 2 Heaven
(2015)
Satellite Flight: The Journey to Mother Moon, stylisé KiD CuDi presents SATELLITE FLIGHT: The Journey to Mother Moon, est le quatrième album studio de Kid Cudi, sorti en 2014. Il a d'abord été publié en téléchargement puis en CD.

## Historique
Durant une tournée qui le mène au Texas, Kid Cudi révèle le 16 octobre 2013 qu'il va sortir un extended play dans environ trois mois. Il précise ensuite que cet opus sera produit avec Dot da Genius, avec lequel il forme le groupe WZRD et que King Chip sera présent. Cet EP est alors présenté comme un prélude à l'album Man on the Moon III prévu pour 2015.
Le 16 octobre 2013, le titre Going to the Ceremony est publié sur SoundCloud ; Kid Cudi révèle qu'il sera présent sur l'EP. Le 25 novembre 2013, Kid Cudi annonce sur Twitter le nom de l'album : Satellite Flight: The Journey to Mother Moon
Le 16 décembre 2013, la chanson Satellite Flight est présentée sur SoundCloud. Le 18 janvier 2014, le rappeur annonce une sortie éventuelle en février 2014. Quelques jours plus tard, il révèle que le projet n'est plus un EP mais un album. La liste des titres de la version digitale est ensuite publiée en février 2014.

## Sortie
À l'instar de l'album Beyoncé, la sortie de Satellite Flight: The Journey to Mother Moon a été annoncée très tardivement : le 24 février 2014, Kid Cudi révèle sur Twitter que son album sera disponible sur iTunes le 25 février 2014 à 0h00.
Dès la sortie de l'album, Kid Cudi a demandé sur Twitter : « Est-ce que vous appréciez le voyage ? Moi oui ! je vous aime tellement, je fais tout cela pour vous, pour toujours ! Nous ne faisons qu'un ! La famille Cudi ».
Une édition CD sortira le 29 avril 2014 avec plus de titres.

## Critique
Aux États-Unis, Satellite Flight: The Journey to Mother Moon reçoit des avis mitigés de la part des critiques musicales. Erin Lowers d’Exclaim! le note 6/10 en écrivant que l'album « occupe un espace entre ce qui est et ce qui vient, mais l'originalité tant admirée de Kid Cudi échoue est presque terne ici en comparaison de ses œuvres précédentes. [L'album] est quelque part perdu dans la galaxie avec quelques lueurs vacillantes de lumière ».
Whagle du site web Consequence of Sound donne la note assez basse de D+ : « Malgré plusieurs sections fortes, y compris certaines faisant partie de son meilleur travail depuis des années, l'album se finit exactement par ce qu'il est destiné à être - un pont entre deux choses. Un pont, cependant, doit pencher sur quelque chose de stable. Il ne peut pas être debout tout seul ».

## Liste des titres
| Édition digitale | Édition digitale                                                                | Édition digitale                | Édition digitale               | Édition digitale | Édition digitale | Édition digitale | Édition digitale | Édition digitale | Édition digitale |
| No               | Titre                                                                           | Auteur                          | Contient un (des) sample(s) de | Durée            |                  |                  |                  |                  |                  |
| ---------------- | ------------------------------------------------------------------------------- | ------------------------------- | ------------------------------ | ---------------- | ---------------- | ---------------- | ---------------- | ---------------- | ---------------- |
| 1.               | Destination: Mother Moon (Produit par Kid Cudi)                                 | Scott Mescudi                   |                                | 1:50             |                  |                  |                  |                  |                  |
| 2.               | Going to the Ceremony (Produit par WZRD)                                        | Mescudi, Oladipo Omishore       |                                | 3:35             |                  |                  |                  |                  |                  |
| 3.               | Satellite Flight (Produit par WZRD)                                             | Mescudi, Omishore, Mark Mulcahy | Coronado II de Polaris         | 4:35             |                  |                  |                  |                  |                  |
| 4.               | Copernicus Landing (Produit par Kid Cudi)                                       | Mescudi                         |                                | 4:34             |                  |                  |                  |                  |                  |
| 5.               | Balmain Jeans (featuring Raphael Saadiq – Produit par Kid Cudi)                 | Mescudi, Charles Wiggins        |                                | 5:27             |                  |                  |                  |                  |                  |
| 6.               | Too Bad I Have to Destroy You Now (Produit par Kid Cudi et Dot da Genius (co.)) | Mescudi, Omishore               |                                | 6:17             |                  |                  |                  |                  |                  |
| 7.               | Internal Bleeding (Produit par Kid Cudi)                                        | Mescudi                         |                                | 4:16             |                  |                  |                  |                  |                  |
| 8.               | In My Dreams 2015                                                               | Mescudi                         |                                | 1:46             |                  |                  |                  |                  |                  |
| 9.               | Return of the Moon Man (Original Score)                                         | Mescudi                         |                                | 5:15             |                  |                  |                  |                  |                  |
| 10.              | Troubled Boy (Produit par Kid Cudi)                                             | Mescudi                         |                                | 3:22             |                  |                  |                  |                  |                  |
| 41:14            |                                                                                 |                                 |                                |                  |                  |                  |                  |                  |                  |

* (co.) = coproducteur

## Classements
L'album s'est classé 2e au Top R&B/Hip-Hop Albums, au Top Rap Albums et au Top Digital Albums et 4e au Billboard 200.	
| Pays et classements (2014)              | Meilleure position |
| --------------------------------------- | ------------------ |
| Belgique (Flandre Ultratop)             | 132                |
| Belgique (Wallonie Ultratop)            | 109                |
| Canada (Canadian Albums)                | 7                  |
| France (SNEP)                           | 115                |
| UK Albums (Official Charts Company)     | 67                 |
| UK R&B Albums (Official Charts Company) | 9                  |
| États-Unis (Billboard 200)              | 4                  |
| États-Unis (Top R&B/Hip-Hop Albums)     | 2                  |
| États-Unis (Top Rap Albums)             | 2                  |

| Pays et classement (2014)         | Position |
| --------------------------------- | -------- |
| États-Unis Top R&B/Hip-Hop Albums | 40       |
| États-Unis Top Rap Albums         | 23       |